# العلاقات الأسترالية السويسرية
العلاقات الأسترالية السويسرية هي العلاقات الثنائية التي تجمع بين أستراليا وسويسرا.

## مقارنة بين البلدين
هذه مقارنة عامة ومرجعية للدولتين:
| وجه المقارنة                                              | أستراليا                                   | سويسرا                                                                                      |
| --------------------------------------------------------- | ------------------------------------------ | ------------------------------------------------------------------------------------------- |
| المساحة (كم2)                                             | 7.69 مليون                                 | 41.28 ألف                                                                                   |
| عدد السكان (نسمة)                                         | 24.51 مليون                                | 8.21 مليون                                                                                  |
| الكثافة السكانية (ن./كم²)                                 | 3.19                                       | 198.89                                                                                      |
| العاصمة                                                   | كانبرا، ملبورن                             | برن                                                                                         |
| اللغة الرسمية                                             | لغة إنجليزية                               | اللغة الألمانية، اللغة الإيطالية، لغة فرنسية، اللغة الرومانشية، الألمانية السويسرية الموحدة |
| العملة                                                    | دولار أسترالي، جنيه إسترليني، جنيه أسترالي | فرنك سويسري                                                                                 |
| الناتج المحلي الإجمالي (بليون دولار)                      | 1.32 تريليون                               | 678.89 مليار                                                                                |
| الناتج المحلي الإجمالي (تعادل القوة الشرائية) بليون دولار | 1.10 تريليون                               | 518.07 مليار                                                                                |
| الناتج المحلي الإجمالي الاسمي للفرد دولار أمريكي          | 56.31 ألف                                  | 80.94 ألف                                                                                   |
| الناتج المحلي الإجمالي للفرد دولار أمريكي                 | 45.92 ألف                                  | 59.54 ألف                                                                                   |
| مؤشر التنمية البشرية                                      | 0.939                                      | 0.930                                                                                       |
| رمز المكالمات الدولي                                      | +61                                        | +41                                                                                         |
| رمز الإنترنت                                              | .au                                        | .ch، .swiss ‏                                                                                |
| المنطقة الزمنية                                           |                                            | توقيت وسط أوروبا، ت ع م+01:00، ت ع م+02:00، أوروبا/زيورخ ‏                                   |

## منظمات دولية مشتركة
يشترك البلدان في عضوية مجموعة من المنظمات الدولية، منها:
| علم المنظمة | اسم المنظمة                               | تاريخ انضمام أستراليا | تاريخ انضمام سويسرا |
| ----------- | ----------------------------------------- | --------------------- | ------------------- |
|             | مؤسسة التمويل الدولية                     | 20 يوليو 1956         | 29 مايو 1992        |
|             | مجموعة أستراليا                           | 1985                  | 1987                |
|             | يونسكو                                    | 4 نوفمبر 1946         | 28 يناير 1949       |
|             | مجموعة الموردين النوويين                  | ?                     | ?                   |
|             | الوكالة الدولية للطاقة                    | ?                     | ?                   |
|             | مؤسسة التنمية الدولية                     | 24 سبتمبر 1960        | 29 مايو 1992        |
|             | منظمة التعاون الاقتصادي والتنمية          | ?                     | ?                   |
|             | المركز الدولي لتسوية المنازعات الاستشارية | 1 يونيو 1991          | 14 يونيو 1968       |
|             | وكالة ضمان الاستثمار متعدد الأطراف        | 10 فبراير 1999        | 12 أبريل 1988       |
|             | منظمة حظر الأسلحة الكيميائية              | ?                     | ?                   |
|             | الاتحاد الدولي للاتصالات                  | 27 مايو 1878          | 1866                |
|             | الأمم المتحدة                             | 1 نوفمبر 1945         | 10 سبتمبر 2002      |
|             | منظمة الشرطة الجنائية الدولية             | ?                     | ?                   |
|             | البنك الدولي للإنشاء والتعمير             | 5 أغسطس 1947          | 29 مايو 1992        |
|             | الاتحاد البريدي العالمي                   | ?                     | ?                   |
|             | منظمة التجارة العالمية                    | ?                     | ?                   |
|             | الفريق المعني برصد الأرض                  | ?                     | ?                   |
|             | بنك التنمية الآسيوي                       | 1966                  | 1967                |
|             | نظام تحكم تكنولوجيا القذائف               | 1990                  | 1992                |

## أعلام
هذه قائمة لبعض الشخصيات التي تربطها علاقات بالبلدين:
- إيزابيل لوكاس (ممثلة أسترالية، 29 يناير 1985 – )

## وصلات خارجية
- موقع وزارة الخارجية الأسترالية
- موقع وزارة الخارجية السويسرية